# آنی بسانت
آنی بسانت (به انگلیسی: Annie Besant) (زادهٔ ۱ اکتبر ۱۸۴۷-درگذشتهٔ ۲۰ سپتامبر ۱۹۳۳ میلادی) یک نویسنده و سخنران ،سوسیالیست، تئوسوفیست و فعال حقوق زنان و از حامیان حکومت خودمختار برای هندیان و ایرلندی‌ها بود.
در سال ۱۸۷۶ و در سن ۲۰ سالگی وی با یک کشیش به نام فرانک بسانت ازدواج کرد و از این ازدواج دارای دو فرزند شد. اما با افزایش دیدگاه‌های ضد دینی آنی بسان ، ازدواج آنها به طلاق قانونی در سال ۱۸۷۳ انجامید. او پس از آن به سخنران اصلی انجمن سکولار ملی و همین‌طور نویسنده و دوست نزدیک چارلز بردلو بدل شد. در سال ۱۸۷۷ آنها به دلیل انتشار کتابی توسط یکی از کارزارگران کمپین پیشگیری از بارداری به نام چارلز نولتون مورد پیگرد قانونی قرار گرفتند. این رسوایی آنها را به شهرت رساند؛ و در سال ۱۸۸۰ چارلز بردلاو به عنوان نماینده مجلس نورتهامپتون انتخاب شد. آنی بسانت در فعالیت‌های اتحادیه که شامل تظاهرات یکشنبه خونین(۱۸۷۷) و اعتصاب دختران بازیگر لندن در سال ۱۸۸۸ بود مشارکت داشت. او سخنران اصلی اجتماع فابیانست‌ها و فدراسیون مارکسیست سوسیال دموکرات بود. او برای هیئت مدرسه لندن و برای منطقه تاور هملتس لندن انتخاب شد؛ و با وجود آنکه در آن زمان زنان اندکی واجد شرایط رای دهی بودند در صدر کاندیدها قرار گرفت. در سال ۱۸۹۰ بسانت با هلنا بلاواتسکی دیداری داشت و پس از آن در شرایطی که علاقه خود را نسبت به دغدغه‌های سکولار از دست می‌داد علاقه اش نسبت به تئوسوفی افزایش پیدا می‌کرد. پس از آن او به هند رفت و به عضویت انجمن تئوسوفی که شعبه مرکزی و بین‌المللی آن در محلهٔ آدیار شهر چنای بود درآمد.
او همچنین با به عضویت درآمدن در کنگره ملی هند خود را در سیاست این کشور درگیر کرد و زمانی که جنگ جهانی اول آغاز شد وی کمک کرد تا لیگ حکومت بر خانه را جهت کارزار دموکراسی در کشور هند و وضعیت حاکمیت در امپراتوری تشکیل شود. این موضوع باعث انتخاب وی به عنوان رئیس کنگره ملی هند
در اواخر سال ۱۹۷۷ شد. در سالهای پایانی ۱۹۲۰ بسانت به همراه شاگرد و فرزندخوانده‌اش جیدو کریشنامورتی که او معتقد بود مسیح جدید و تجسم بودا است به ایالات متحده آمریکا سفر کرد. کریشنامورتی این ادعاها را در سال ۱۹۲۹ رد کرد. پس از جنگ او همچنان تا زمان مرگش در سال ۱۹۳۳ به کارزارش برای استقلال هند و علل تئوسوفی ادامه داد.